# Киви, Сами-Сандер
Сами-Сандер Киви (эст. Sami-Sander Kivi; 11 мая 1990, Финляндия) — эстонский футболист, защитник.

## Биография
Воспитанник Таллинской футбольной школы (позднее — «Таллинский футбольный клуб»). Взрослую карьеру начал в 2006 году во второй команде клуба, игравшей в четвёртом дивизионе Эстонии.
В 2007 году перешёл в столичный «Нымме Калью» и в первом сезоне сыграл 3 матча в первой лиге, а его клуб, занявший шестое место, повысился в классе. Свой первый матч в высшей лиге сыграл только через год после повышения — 11 апреля 2009 года против «Левадии», заменив на 84-й минуте Максима Смирнова. Всего в 2009 году сыграл 3 матча в чемпионате, во всех из них выходил на замены на последних минутах. В 2010 году провёл 10 матчей, из них в пяти выходил в стартовом составе. В 2011 году перешёл в другой клуб высшей лиги — «Курессааре», в котором провёл два сезона, сыграв 38 матчей.
В конце 2012 года завершил профессиональную карьеру, после этого играл за любительские команды Таллина в низших лигах.
Всего в высшем дивизионе Эстонии сыграл 51 матч.